# Propelops minnesotensis
Propelops minnesotensis är en kvalsterart som först beskrevs av Ewing 1913.  Propelops minnesotensis ingår i släktet Propelops och familjen Phenopelopidae. Inga underarter finns listade i Catalogue of Life.